# Holiday on Ice

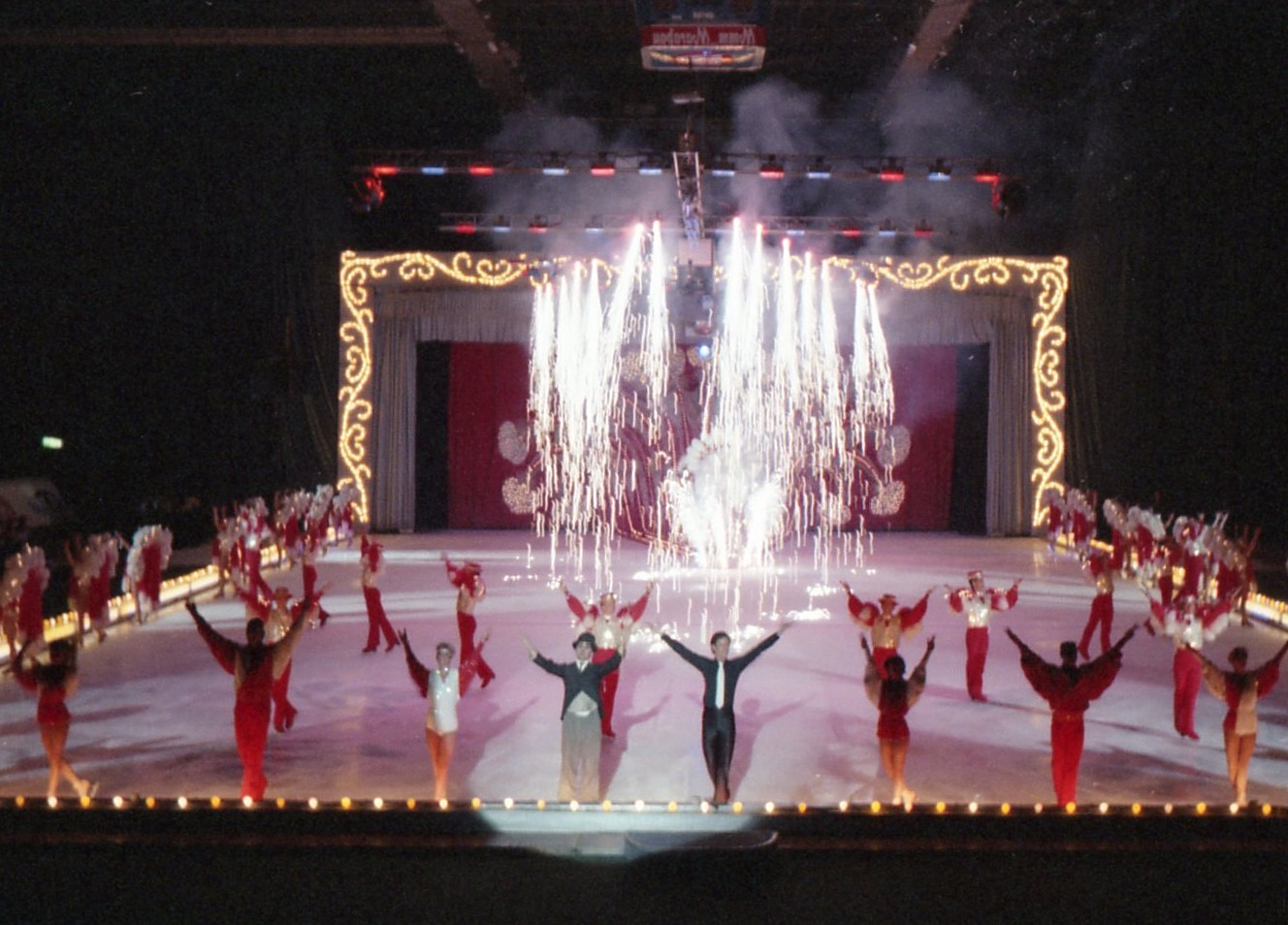
Holiday on Ice im Eisstadion „Hovet“ in Stockholm am 4. April 1986.

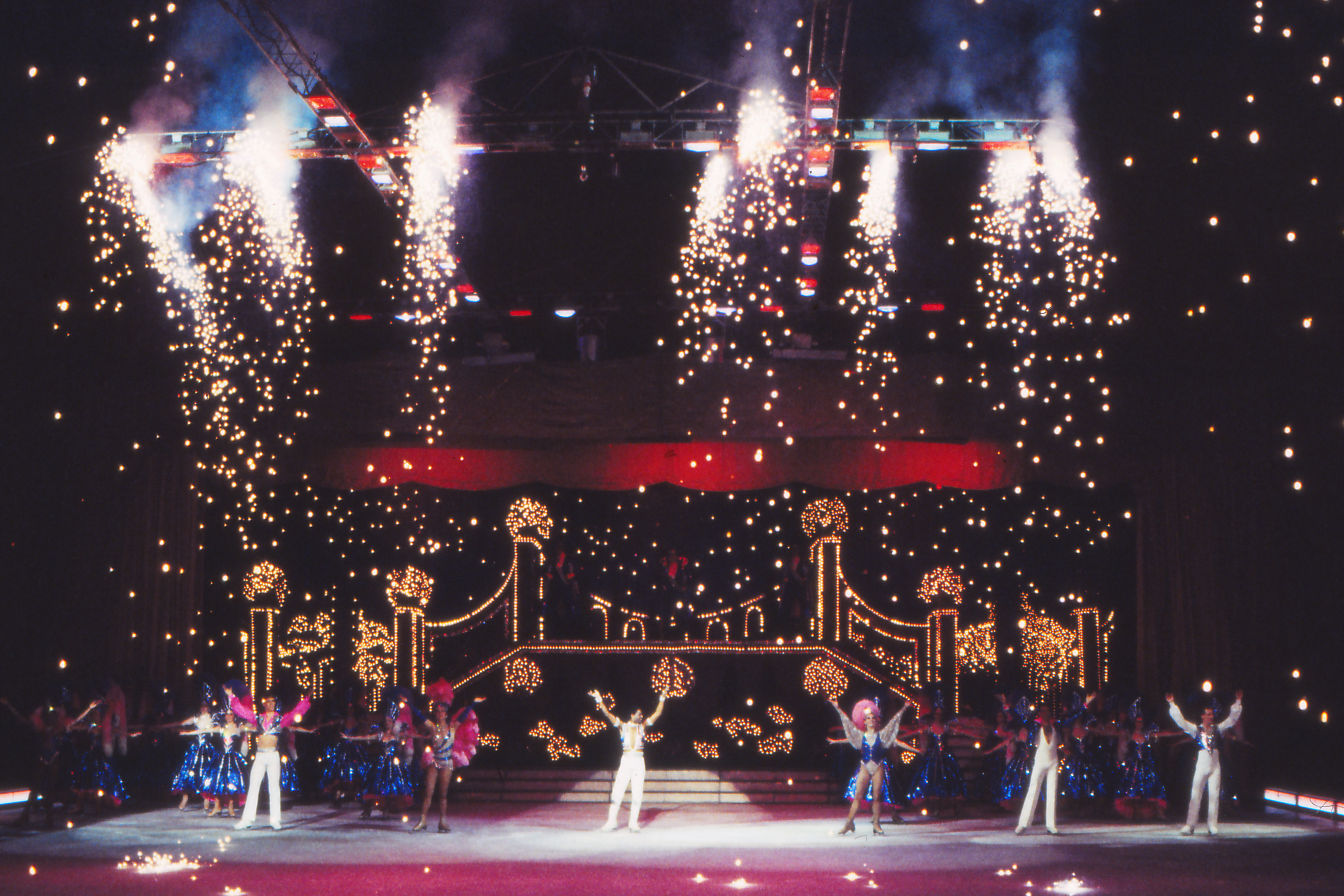
Holiday on Ice in Wien am 22. Jänner 1985

Holiday on Ice ist eine Eisshow, die klassischen Eiskunstlauf mit modernen Showelementen verbindet. Sie tourt jedes Jahr mit bis zu sechs Shows rund um die Welt. Seit der Uraufführung 1943 im amerikanischen Toledo, Ohio ist Holiday on Ice mit über 329 Millionen Zuschauern die erfolgreichste Eisshow aller Zeiten. Bis 2016 wurde Holiday on Ice von Stage Entertainment Touring Productions, einer hundertprozentigen Tochter von Stage Entertainment Germany, produziert. Seit Sommer 2016 gehört Holiday on Ice vollständig zu CTS Eventim.

## Geschichte
Holiday on Ice entstand als kleine Hotelshow und wurde erstmals am 25. Dezember 1942 in Toledo, Ohio (USA) aufgeführt. Die Show gastierte dort eine Woche lang in den Weihnachtsferien (der sog. „Holiday Season“), was Holiday on Ice seinen Namen gab. Nachdem transportable Kältesysteme entwickelt wurden, waren mobile Eisshows ab Mitte der 1940er-Jahre möglich.
1945 erwarb Morris Chalfen die Mehrheit am Unternehmen Holiday on Ice. In kürzester Zeit etablierte sich die Show in den USA, wenig später wurde Holiday on Ice auch in Mittel- und Südamerika auf die Bühne gebracht. Ab 1951 gastierte die Show in zahlreichen europäischen Ländern, unter anderem in Belgien, Deutschland, Frankreich, Großbritannien, Italien und Spanien. Die erste Show in Deutschland fand am 10. Dezember 1951 in Frankfurt am Main statt.
1953 wurde die Einzelläuferin Sonja Henie zum Gaststar bei Holiday on Ice. 1958 besuchte Elvis Presley eine Show in Frankfurt während seines Aufenthalts bei der US-Army in Deutschland.
1959 wurde Holiday on Ice nach der Wiener Eisrevue als eines der ersten westlichen Projekte in der damaligen Sowjetunion aufgeführt. In den folgenden Jahren war die Show in weiteren osteuropäischen Ländern zu sehen.
Skee Goodhart kam 1951 als Eisläufer zur Show, wechselt aber schon bald ins Management. 1983 löst er Morris Chalfen als Geschäftsführer ab und blieb bis zu seinem Tod im Jahre 1994 in dieser Position.
1965 wurden das Weltmeisterpaar Marika Kilius und Hans-Jürgen Bäumler verpflichtet.
1996 erwarb Europas größter unabhängiger Fernsehproduzent, die niederländische Endemol, Holiday on Ice. Als der niederländische Musical-, Theater- und Filmproduzent Joop van den Ende 1999 die Stage Holding Company gründete, seit August 2005 Stage Entertainment Germany, wurden in das neue Unternehmen alle ehemaligen Live-Entertainment-Produktionen von Endemol integriert – so auch Holiday on Ice. Im Sommer 2016 wurde die Show vollständig von CTS Eventim übernommen.
Mehr als 329 Millionen Menschen haben seit 1943 die Shows gesehen. Aus diesem Grund wurde Holiday on Ice als meistbesuchte Eisshow der Welt in das Guinness-Buch der Rekorde aufgenommen.
2013 feierte man mit der Show „Platinum“ das 70-jährige Jubiläum.
Nach der erfolgreichen Produktion „Atlantis“ im Jahr 2017/2018 wurde bekannt gegeben, dass die Eisshow in der nächsten Saison ihr 75-jähriges Jubiläum feiert.
Im September 2018 wurde der Titel der neuen Show bekanntgegeben.
Bei „Showtime“ wird die 75-jährige Erfolgsgeschichte von Holiday On Ice mit beeindruckenden Spezialeffekten und aufwändigen Requisiten auf das Eis gebracht und es wird gleichzeitig einen Blick in die Zukunft der Eisshow geworfen.
Im Mai 2019 wurde bekannt gegeben, dass Sarah Lombardi Gaststar in der neuen Produktion „Supernova – Journey to the Stars“ sein wird.
Im Juli 2020 gab das Unternehmen bekannt, dass die Tour 2020/2021 aufgrund der weltweiten COVID-19-Pandemie nicht stattfinden kann und um ein Jahr verschoben werden muss. Gleichzeitig startete der Vorverkauf für die Saison 2021/2022.
Die Show „A NEW DAY“ startete am 17. November 2021 eine halbjährige Tour, die bis April 2022 durch Deutschland führen sollte, mit der Weltpremiere im Grefrather Eissport & Eventpark, wobei im Dezember 2021 die Tour aufgrund aktueller Corona-Verordnungen vorzeitig abgebrochen werden musste. Die Tour wurde im November 2022 fortgesetzt und lief bis April 2023.
Mit der neuen Show „NO LIMITS“ feiert Holiday On Ice im Jahr 2023/2024 sein 80. Jubiläum.

## Die Show

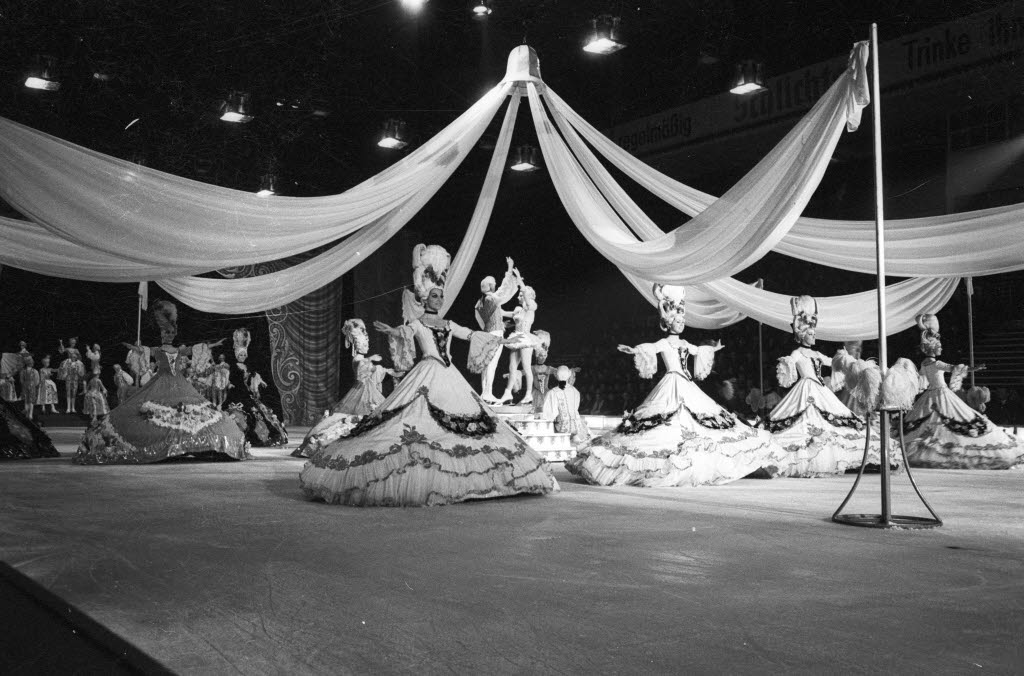
Holiday on Ice in der Kieler Ostseehalle (1967)

Holiday on Ice hat sich seit seiner Entstehung von einer klassischen Eisrevue zu einer modernen Show entwickelt, die klassischen Eiskunstlauf mit Elementen aus Theater, Tanz, Oper, Pop, Magie, Musical und Akrobatik kombiniert. Jede Show steht dabei seit 1988 unter einem bestimmten Motto und erhält einen dazu passenden Namen. Die Namen vorangegangener Shows waren hingegen nur interne „Arbeitsnamen“, die nicht in der Werbung kommuniziert wurden. Die jeweils von der Choreografie bis hin zur musikalischen Gestaltung völlig neu inszenierten Shows bestehen aus zwei Akten. Darin werden bis zu 300 individuell designte Kostüme von einem Cast mit bis zu 40 Läufern gezeigt. So entstehen immer wieder vollkommen neue Showkonzepte. Dabei werden in Paarlauf, Einzellauf und Synchroneiskunstlauf die unterschiedlichsten Figuren präsentiert. In der Show „Magic & Illusions“ (1992) wurde erstmals ein Motorrad-Stunt auf das Eis gebracht.
Regelmäßig waren international berühmte Eiskunstläufer Teil des Showcasts von Holiday on Ice. Bekannte Stars der Show waren unter anderen Marika Kilius & Hans-Jürgen Bäumler, Toller Cranston, Robin Cousins, Denise Biellmann, Claudia Leistner, Marina Kielmann, Rudi Cerne, Ondrej Nepela, Norbert Schramm, Tanja Szewczenko und Katarina Witt.
Neben Eiskunstläufern können immer wieder bekannte Persönlichkeiten für Holiday on Ice gewonnen werden. So spielte beispielsweise Phil Collins 2010 für die Show „Festival“ seine erfolgreichsten Songs neu ein. Für die Produktion „Speed“ komponierte Sarah Connor zwei Songs. Neben Rudolph Moshammer, der 2003 ein eisblaues Diamantenkleid für Holiday on Ice entworfen hat, kreierte Designer Harald Glööckler 2013 zum 70. Geburtstag der Eisshow sechs Kostüme.
Von früher fünf nebeneinander bestehenden Revuedivisionen, die durch Farben bezeichnet wurden und die gesamte Welt mit Ausnahme der USA bereisten, existieren heute nur noch zwei, deren Tourneen in Deutschland, Österreich und Frankreich stattfinden. In der Wintersaison tourt Holiday on Ice mit diesen zwei Shows parallel durch zahlreiche Städte und zählt dabei etwa eine halbe Million Besucher.

## Weltrekorde
Holiday on Ice hat fünf von Guinness World Records anerkannte Rekorde zu verzeichnen:
- 1988 – „Die populärste Live-Show aller Zeiten“ mit 250 Millionen Besuchern
- 1994 – „Die längste Kickline der Welt“
- 2003 – „Die beliebteste Live-Entertainment-Produktion der Welt“ mit 300 Millionen Zuschauern
- 2008 – „Das längste rotierende und menschliche Rad auf Eis“ mit 65 Eiskunstläufern
- 2008 – „Die meistbesuchte Eisshow der Welt“ mit über 320 Millionen Zuschauern

## Produktionen
- 1943: Der Anfang
- 1951: Holiday on Ice in Deutschland
- 1952: Feiertag auf dem Eis
- 1953: Holiday on Ice in Japan
- 1954: Wondergarden
- 1955: Sagen wir es mit Musik
- 1956: Alice im Wunderland
- 1957: Bolero
- 1958: Nussknacker
- 1959: Aladdin
- 1960: Der Zauberer von Oz
- 1961: Circus
- 1962: Indian/Jazz
- 1963: Opera
- 1964: Hong Kong
- 1965: Gypsy/Dolly
- 1966: Marco Polo
- 1967: Aladin/Space
- 1968: King Arthur
- 1969: Showboat
- 1970: Fairy Tales
- 1971: Asterix/Bolero
- 1972: Rock/Chevalier
- 1973: Spartacus/Cabaret
- 1974: Chicago/Gershwin
- 1975: Bicentennial
- 1976: Snoopy/Hollywood
- 1977: Pink Panther/Dickens
- 1978: Alice/Flamenco
- 1979: La Traviata/Hollywood
- 1980: 24 Hours/Cinderella
- 1981: Oriental/Western
- 1982: Bolero/Shangri La
- 1983: Paris/Swanlake
- 1984: Counterpoint/Sleeping Beauty
- 1985: Disco/Scottish
- 1986: Mexican/Russian
- 1987: Italian/Chinese (Snoopy)
- 1988: Reise um die Erde in 80 Tagen
- 1989: Die phantastische Zeitreise
- 1990: Banjos & Balalaikas
- 1991: Carmen & Robin Hood
- 1992: Magic & Illusions
- 1993: Spanish/Aladdin
- 1994: Jubilee
- 1995: Broadway/Gypsy
- 1996: Evolution
- 1997: Extravaganza
- 1998: Xotika – Journey to the heart
- 1999: Colours of Dance
- 2000: In Concert
- 2001: Celebration
- 2002: Hollywood
- 2003: Diamonds
- 2004: Fantasy
- 2005: Romanza
- 2006: Mystery
- 2007: Elements/Spirit
- 2008: Energia
- 2009: Tropicana
- 2010: Festival
- 2011: Speed
- 2013: Platinum
- 2014: Passion
- 2015: Believe
- 2016: Time
- 2017: Atlantis
- 2018: Showtime
- 2019: Supernova – Journey to the stars
- 2020: Keine neue Show aufgrund der COVID-19-Pandemie
- 2021: A new day (Tournee abgebrochen aufgrund der Pandemie)
- 2022: A new day (Fortsetzung)
- 2023: No Limits
- 2024: Horizons - Feel the City Beat
- 2025: Cinema of Dreams

## Trivia
Im Jahr 1948, als die Show auf Tournee gehen sollte, wurde hierfür, bei einem in Toledo ansässigen Hersteller von Bühnenscheinwerfern, ein neuartiger, lichtstarker und leicht zu transportierender Verfolgerscheinwerfer in Auftrag gegeben, der die bisherigen starken, aber sperrigen Scheinwerfer und die für ihren Betrieb notwendigen schweren Stromgeneratoren ersetzen sollte. Dieser mit normaler Netzspannung betreibbare Verfolger wurde später in Bühnenfachkreisen und bei Künstlern unter dem Namen Super Trouper sehr beliebt. Zusätzliche Bekanntheit erlangte der Super Trouper zu Beginn der 1980er Jahre durch ein erfolgreiches Lied der schwedischen Popgruppe Abba.